# Équipe de Roumanie de rugby à XV à la Coupe du monde 2003
L'équipe de Roumanie a terminé quatrième de poule et n'a pas participé à la phase finale de la Coupe du monde de rugby 2003.

## Résultats
| \| \| MJ \| V \| N \| D \| PP \| PC \| PB \| Pts \| \| --------- \| -- \| - \| - \| - \| --- \| --- \| -- \| --- \| \| Australie \| 4 \| 4 \| 0 \| 0 \| 273 \| 32 \| 2 \| 18 \| \| Irlande \| 4 \| 3 \| 0 \| 1 \| 141 \| 56 \| 3 \| 15 \| \| Argentine \| 4 \| 2 \| 0 \| 2 \| 140 \| 57 \| 3 \| 11 \| \| Roumanie \| 4 \| 1 \| 0 \| 3 \| 65 \| 192 \| 1 \| 5 \| \| Namibie \| 4 \| 0 \| 0 \| 4 \| 28 \| 310 \| 0 \| 0 \| |    | Résultats - 11 octobre : Irlande 45-17 Roumanie - 18 octobre : Australie 90-8 Roumanie - 22 octobre : Argentine 50-3 Roumanie - 30 octobre : Roumanie 37-7 Namibie |   |   |     |     |    |     |
| | MJ | V | N | D | PP  | PC  | PB | Pts |
| Australie | 4  | 4 | 0 | 0 | 273 | 32  | 2  | 18  |
| Irlande | 4  | 3 | 0 | 1 | 141 | 56  | 3  | 15  |
| Argentine | 4  | 2 | 0 | 2 | 140 | 57  | 3  | 11  |
| Roumanie | 4  | 1 | 0 | 3 | 65  | 192 | 1  | 5   |
| Namibie | 4  | 0 | 0 | 4 | 28  | 310 | 0  | 0   |

Les joueurs suivants ont joué pendant cette coupe du monde 2003.

## Première Ligne
- Petru Bălan (2 matchs, 2 comme titulaire)
- Silviu Florea (3 matchs, 2 comme titulaire)
- Razvan Mavrodin (4 matchs, 4 comme titulaire)
- Paulica Ion (1 match, 0 comme titulaire)
- Cesar Popescu (4 matchs, 0 comme titulaire)
- Marcel Socaciu (3 matchs, 2 comme titulaire)
- Petrisor Toderasc (4 matchs, 2 comme titulaire)

## Deuxième Ligne
- Augustin Petrechei (3 matchs, 2 comme titulaire)
- Sorin Socol (4 matchs, 4 comme titulaire)
- Bogdan Tudor (1 match, 0 comme titulaire)

## Troisième Ligne
- George Chiriac (4 matchs, 4 comme titulaire)
- Marius Nicolai (2 matchs, 1 comme titulaire)
- Cristian Petre (4 matchs, 4 comme titulaire)
- Cornel Tatu (1 match, 0 comme titulaire)
- Ovidiu Tonita (4 matchs, 4 comme titulaire)
- Marian Tudori (4 matchs, 1 comme titulaire)

## Demi de mêlée
- Iulian Andrei (3 matchs, 0 comme titulaire)
- Lucian Sirbu (4 matchs, 4 comme titulaire)

## Demi d’ouverture
- Ionut Tofan (4 matchs, 4 comme titulaire)

## Trois quart centre
- Romeo Gontineac (4 matchs, 4 comme titulaire) (capitaine)
- Valentin Maftei (4 matchs, 4 comme titulaire)
- Mihai Vioreanu

## Trois quart aile
- Gabriel Brezoianu (4 matchs, 4 comme titulaire)
- Vasile Ghioc (1 match, 0 comme titulaire)
- Cristian Sauan (4 matchs, 2 comme titulaire)

## Arrière
- Dan Dumbravă (3 matchs, 3 comme titulaire)